# Cambodia Bay Cycling Tour
Cambodia Bay Cycling Tour – wieloetapowy wyścig kolarski rozgrywany w Kambodży na nadmorskich terenach położonych wzdłuż Zatoki Tajlandzkiej.
Pierwsza edycja wyścigu odbyła się w 2020. Cambodia Bay Cycling Tour od początku została włączona do cyklu UCI Asia Tour z kategorią 2.2, stając się tym samym największym i najbardziej prestiżowym wyścigiem kolarskim organizowanym kiedykolwiek w Kambodży.

## Zwycięzcy
Opracowano na podstawie:
| Rok  | Pierwsze          | Drugie           | Trzecie     |
| ---- | ----------------- | ---------------- | ----------- |
| 2020 | Ariya Phounsavath | Nur Aiman Zariff | Fung Ka Hoo |